# Швейцария на летних Олимпийских играх 1896
Швейцария впервые участвовала на летних Олимпийских играх 1896 и была представлена двумя спортсменами в двух видах спорта. По итогам соревнований команда заняла десятое место в общекомандном медальном зачёте.

## Медалисты

### Золото
| Золото |             |                              |
| №      | Спортсмены  | Вид спорта (дисциплина)      |
| 1      | Луис Цуттер | Спортивная гимнастика (конь) |

### Серебро
| Серебро |             |                                             |
| №       | Спортсмены  | Вид спорта (дисциплина)                     |
| 1       | Луис Цуттер | Спортивная гимнастика (опорный прыжок)      |
| 2       | Луис Цуттер | Спортивная гимнастика (параллельные брусья) |

## Результаты соревнований

### Спортивная гимнастика
| Соревнование        | Спортсмены  | Финал |
| ------------------- | ----------- | ----- |
| Опорный прыжок      | Луис Цуттер | 2     |
| Конь                | Луис Цуттер | 1     |
| Перекладина         | Луис Цуттер | 3-15  |
| Параллельные брусья | Луис Цуттер | 2     |

### Стрельба
| Соревнование                   | Спортсмен       | Финал     | Финал |
| Соревнование                   | Спортсмен       | Результат | Место |
| ------------------------------ | --------------- | --------- | ----- |
| Армейская винтовка, 200 метров | Альберт Бауманн | 1294      | 8     |